# Große Seespinne
Die Große Seespinne (Maja squinado) ist die größte im Mittelmeer vorkommende Krabbe. Sie lebt in Kelpwäldern und auf felsigem Untergrund bis in Tiefen von 50 Metern. Bis 1998 hielt man einen anderen Vertreter ihrer Familie Majidae, Maja brachydactyla, für die atlantische Variante der Großen Seespinne, was Volker Neumann 1998 jedoch widerlegte. Maja squinado kommt lediglich im Mittelmeer vor. Sie ist ein begehrter Speisekrebs, weshalb die Bestände durch Überfischung bedroht sind.

## Erscheinungsmerkmale
Die Große Seespinne erreicht eine Rumpflänge von bis zu 20 cm, wobei sie aufgrund ihrer verhältnismäßig langen Beine einen Durchmesser von bis zu einem halben Meter erreichen kann. Der Carapax ist leicht konvex und hinten länger als breit, was der Krabbe eine eher dreieckige, aber gerundete Form gibt. Er ist übersät von großen und kleinen Stacheln; besonders interessant sind hierbei die Nebenstacheln unter den stark ausgeprägten Stacheln entlang des Carapaxrandes, da diese das wichtigste Unterscheidungsmerkmal für ihren kleinen Verwandten, die Kleine Seespinne, sind.
Von den vier Schreitbeinpaaren (Thorakopoden) sind die ersten drei gleich lang, das letzte ist etwas kürzer.
Die Färbung von Maja squinado reicht von rot über alle Nuancen bis hin zu weißlich, auch gefleckte Tiere kommen vor.
Das erste Schreitbeinpaar, das mit den relativ kleinen, gleich großen Scheren versehen ist, ist so lang wie die drei weiteren, das fünfte hingegen eher kurz. Die Beine sind mit Borsten und Stacheln besetzt.
Das Rostrum ist deutlich zweigeteilt und bildet zwei beborstete Stacheln, die deutlich vorn über den Kopf hinausreichen. Da die rückgeklappten Augen in einer Orbita, einer Augenhöhle, liegen, ist deren Hornhaut von oben nicht sichtbar. Dies ist ein Kennzeichen, das alle Seespinnenarten der Familie Majidae besitzen.

## Verwandte Arten
Im Mittelmeer wurden vier Arten der Gattung Maja nachgewiesen: Maja crispata Risso, 1827, die auch Maja verrucosa genannt wird, Maja goltziana D’Oliveira, 1888, Maja squinado (Herbst, 1788) und Maja brachydactyla Balss, 1922.
Ihr Entdecker Balss benannte letztere bereits 1922 nach morphologischen Untersuchungen, jedoch galt sie noch lange Zeit nicht als eigene Art, sondern als atlantische Variante von M. squinado. Dadurch gelten viele ältere Beobachtungen und Experimente, die mutmaßlich an M. squinado durchgeführt wurden, nur noch für M. brachydactyla. Volker Neumann schließlich widerlegte diese Annahme 1998 durch morphologische Untersuchungen, deren Erkenntnisse mittlerweile durch Vergleichen mitochondrialer Gene der Arten bestätigt wurden. Bis vor einigen Jahren galt M. brachydactyla als lediglich im Atlantik vorkommende Art, was sich jedoch 2011 durch Fänge in der Nähe von Málaga als falsch erwies. M. squinado jedoch gilt bis heute als lediglich im Mittelmeer heimisch.
Ihnen ist, wie allen Dreieckskrabben (Majidae), der nach vorn gestreckte Carapax und ein „schnabelförmige[s] Rostrum“ gemein. Von anderen Krabbenfamilien unterscheiden sie sich auch dadurch, dass sich auch die hinteren Beinpaaransätze eher unter dem Rumpf und seitlich, als dorsal, befinden.

## Fortpflanzung
Die zwei Genitalöffnungen der Weibchen, die Vulvae, liegen in der Bauchplatte (dem Sterniten) des sechsten Thoraxsegments. Die zwei Receptacula seminis, taschenähnliche Strukturen zum Lagern des Spermas bis zur Befruchtung der Eier, sind Erweiterungen der Ovidukte (Eileiter).
Männchen bilden Spermatophoren, Samenpäckchen, in ihren Vasa deferentia, den Samenleitern.
Die Eier reifen meist erst nach der Begattung eines Männchens. Da sie zu den Dreieckskrabben gehört, kommt es bei Maja squinado, wie bei allen fortgeschrittenen Decapoden, zu innerer Befruchtung.
Weibchen kopulieren im noch weichen Zustand, in dem sie aufgrund der noch nicht vollzogenen Aushärtung ihrer Cuticula, ihres Chitinpanzers, nach der pubertären Häutung sind (Vergleiche mit:Häutungen und Lebensraum). Männchen suchen sich immer Weibchen aus, die die pubertäre Häutung bereits hinter sich haben, da die Vulvae davor noch nicht groß genug für eine Begattung sind. Direkt nach ihrer letzten Häutung besteigt eine männliche Maja squinado das Weibchen, und verweilt bis zu einigen Tagen auf ihr stehend. Danach nutzt er seine, im Pletasma als Gonopoden wirkenden, ersten beiden Pleopoden, um seine Spermatophore in eine Vulva des Weibchens einzuführen. Auch bei diesem Akt bleibt das Männchen auf dem Rücken seines Partners, um dort auch nach getaner Arbeit noch einmal mehrere Tage zu verweilen.
Begattungen wurden auch bei bereits harten weiblichen Tieren beobachtet, jedoch führte das Männchen hier die Spermatophore von einer Position, die er unter dem Weibchen eingenommen hatte, ein, und bestieg ihren Rücken nicht, um dort einige Zeit zu bleiben.
Außerdem wurden große Ansammlungen der Seespinne beobachtet, in deren Mitte sich noch juvenile Männchen und Weibchen befanden. Die weiblichen Tiere wurden dann sofort nach der Häutung von einem adulten Männchen begattet. Sie können, wie wahrscheinlich wieder bei Maja brachydactyla beobachtet, und vermutlich auch auf M. squinado zutreffend, von mehreren Männchen begattet werden, und deren Sperma in ihren Receptacula seminis aufbewahren, um dann bis zu dreimal im Jahr ihre herangereiften Eier mit einem Abstand von 1–4 Tagen zum letzten Laichen (Eiablage) erneut zu befruchten. Zum Laichen kommt es ca. 6 Monate nach der Begattung. Die befruchteten Eier werden dann mit den Pleopoden zu ihrem Schutz unter dem Rest des Körpers getragen. Die Zoëalarven schlüpfen ca. 9 Monate nach dem Laichen.

### Ontogenese
Das Muttertier betreibt, durch das Festhalten des Laichs, Brutpflege, was dem Nachwuchs Schutz, und somit eine höhere Überlebenschance gibt. Im Ei entwickelt sich das Jungtier bis zur Larvenform der Zoëa.

### Embryonalentwicklung
Auf die Befruchtung der Eizellen folgt die Embryonalentwicklung. Diese wurde 2011 ausführlich von Durán, Pastor, Grau und Valencia an großen Seespinnen, die vor Korsika gefangen wurden, untersucht. Da die fünf weiblichen Tiere jedoch bereits befruchtete Eier trugen, konnte deren Embryonalentwicklung erst ab dem 32. Tag vor deren Ende beobachtet werden. Sie gliedert sich in vier Phasen.
In der frühen Phase waren die Eier noch nicht pigmentiert, daher gelb-orangefarben, und beinhalteten zu 90 % Dotter. 20,5 ± 3,53 Tage vor Ende der Embryonalentwicklung waren sie rot gefärbt und leicht pigmentiert; die Stellen, an denen sich Augen entwickeln würde, waren zu erahnen. 9 Tage vor Übertritt in die Postembryonalentwicklung waren die Eier zu drei Vierteln pigmentiert und braun, auch war Bewegung der Embryonen zu erkennen. Schließlich war die Pigmentierung vollständig, was zur schwarzen Farbe der Eier führte, denen noch vier Tage Embryonalentwicklung bevorstand. Während der 28 Tage bis dahin war eine Größenzunahme von durchschnittlich 0,89 mm, von 7,41 zu 8,3 ± 0,3073 mm, gemessen worden.
Zdravko Števčić, der in den sechziger und siebziger Jahren erste Untersuchungen an wildlebenden Individuen durchführte, beobachtete eine ähnliche Entwicklung.

### Larvalentwicklung
Diese beginnt mit der Zoëa l-Larve, die aus dem Ei schlüpft, es folgen die Zoëa ll- und die Megalopalarve. Alle drei Stadien leben planktisch.
Die folgenden Angaben zur Larvalentwicklung bei Aufzucht im Labor beziehen zwar laut Artikel auf Maja squinado, vermutlich aber auf die später als eigene Art abgetrennte Maja brachydactyla. Sie werden angeführt, da die Unterschiede vermutlich gering sind.
Die Zoëa l-Larve schlüpft aus dem Ei. Sie ist etwas größer als 1 mm (Carapaxlänge) und wiegt ca. 0,12 mg. Während dieser Phase, die, je nach Quelle, 4–8 Tage andauert, vollzieht die Larve zahlreiche Häutungen, um schließlich als Zoea ll-Larve in die zweite postembryonale Phase einzugehen.
In ihrer weiteren Entwicklung zur Megalopalarve, die ebenfalls nach ca. 4–8 Tagen abgeschlossen ist, nimmt sie stark an Gewicht (in den Beobachtungen von Durán um 107 % von ca. 0,14 zu ca. 0,29 mg Trockengewicht) und auch an Größe (in denselben Beobachtungen ergab sich eine Carapaxlängenzunahme um 58,2 %, von ca. 1,27 mm zu ca. 2,01 mm) zu.

### Postlarvalentwicklung
Nun vollzieht die Larve eine Metamorphose zum ersten Juvenilstadium, das der Postlarve entspricht. Sie ändert ihre planktische Lebensweise zu einer benthischen (also auf dem Meeresboden lebenden) und auch ihr Aussehen ähnelt dem des Adulttieres. Ab diesem Stadium folgt nur noch Größenwachstum und die Ausbildung der Geschlechtsreife. In den Beobachtungen unter Laborbedingungen schafften es 7,13 % (Durán) beziehungsweise 13,8 % (Palma) der geschlüpften Zoëalarven bis zu diesem Stadium. Zu betonen ist hier, dass im Labor nicht dieselben Bedingungen hergestellt werden können, was Nahrung, Temperatur und dergleichen angeht. Vielmehr entwickelten sich die Jungtiere dort unter Idealbedingungen, da die Aufzuchten erste Versuche für eine kommerziell nutzbare Aquakultur der beliebten Speisetiere waren. (Siehe auch Abschnitt: Bedeutung für den Menschen und Gefährdung der Art).
Tiere im ersten Juvenilstadium vollziehen im Labor ihre erste richtige Häutung ca. 21 Tage nach dem Schlüpfen und gehen somit in die zweite Juvenilphase ein. Hier erfolgt eine beachtliche Längenzunahme des Carapax’ um ca. 70,2 % auf ca. 4,51 mm. Mit der zweiten Häutung ist der Beginn des dritten Juvenilstadiums gekennzeichnet, das Tier hat nun mit einer Carapaxlänge von ca. 5,63 mm den adulten Habitus, ist jedoch noch nicht geschlechtsreif.

## Häutungen und Lebensraum
Auch hier muss auf Studien zurückgegriffen werden, in denen zwar von Maja squinado berichtet wird, die jedoch mit an Atlantikküsten gefangenen Exemplaren durchgeführt wurden, bei denen es sich also um Maja brachydactyla handeln müsste. Vergleichbare Studien müssen an zweifelsfrei als Maja squinado benennbaren Exemplaren wohl noch durchgeführt werden.

### Juvenilzeit
Tiere in der Juvenilzeit verbringen ca. 2 Jahre mit Größenwachstum, dem immer eine Häutung vorausgeht. In dieser Zeit sind sie noch nicht geschlechtsreif.
Die jugendlichen Tiere leben im Winter in flachem Gewässer, zwischen Felsen in küstennahen Kelpwäldern. Den Sommer verbringen sie in nur ca. 4 m Tiefe auf kleinen Felsriffen. Nach dieser Zeit haben sie eine Carapaxlänge von ca. 6–13 cm erreicht, wobei keine geschlechterspezifischen Unterschiede zu bemerken sind.

### Kritische Häutungen und adulte Lebensweise
Es gibt zwei Hauptperioden für die kritischen Häutungen, die auf die ca. zwei Jahre Wachstumsphase folgen und zur Geschlechtsreife führen: Die erste, die präpubertäre, im April, und die zweite, die pubertäre, von Juli bis Oktober. Jedoch wurde bei gefangen gehaltenen Tieren bemerkt, dass bei sehr großen Individuen, die sich in der Phase vor einer der beiden Häutungen befinden, eine auch ganz wegfallen, oder sehr verspätet sein kann. Ebenso wurden an einzelnen Exemplaren drei Häutungen beobachtet. Der durchschnittliche zeitliche Abstand zwischen den beiden kritischen Häutungen betrug 104 Tage.
Typischerweise nimmt die Carapaxlänge bei Tieren, die bereits vergleichsweise groß sind, nach einer Häutung, relativ zur Ausgangsgröße,  weniger zu, als die kleinerer Tiere. Dies erklärt auch, dass bei der pubertären Häutung eine kleinere Längenzunahme (27 %) als bei der präpubertären (36 %) zu beobachten war.
Die Sommer verbringen sie nun in ca. 7 m Tiefe; für den Winter wandern sie, meist in Gruppen, in größere Tiefen von bis zu 40 m. Ausgewachsene Große Seespinnen leben einige Jahre und machen diese Wanderung jedes Jahr von Neuem.

## Ernährung
Zdravko Števčić untersuchte 1967 Seespinnen, bei denen es sich vermutlich abermals um Maja brachydactyla handelte. Es ist aber davon auszugehen, dass es keine großen Unterschiede in der Ernährung der beiden Arten gibt.
Stevcic fand durch Beobachtungen im Labor und Untersuchungen des Mageninhaltes heraus, dass die Krebse sich wenig spezialisiert ernähren. Wichtig ist, dass sich die Beute auf dem Meeresgrund befindet, und wenig oder gar nicht bewegt. So frisst sie am Boden lebende oder sessile Stachelhäuter, Weichtiere, Würmer, kleinere Krustentiere und Algen. Mit ihren als Pinzetten wirkenden Scheren pickt sie die Nahrung auf.

## Bedeutung für den Menschen und Gefährdung der Art
Maja squinado ist ein begehrter Speisekrebs, weswegen die Bestände im Mittelmeer zum größten Teil durch Überfischung verschwunden sind. Mittlerweile wird an Möglichkeiten geforscht, wie man die Tiere zum Aufstocken der Wildbestände und zur Zucht in Aquakulturen im Labor erfolgreich heranziehen kann.